# بناء الهرم الأكبر
بناء الهرم الأكبر هو فيلم وثائقي تمثيلي، يحكي قصة بناء الهرم الأكبر في الجيزة من وجهة نظر شخص واحد، وهو عامل البناء الخيالي ناخت - مثل دوره الفنان الراحل عبد الله محمود.

## الإنتاج
قامت البي بي سي بالاشتراك مع قناة ديسكفري وإذاعة شمال ألمانيا "Norddeutscher Rundfunk" بانتاج هذا الوثائقي عام 2002.

## جوائز
- رشح لجائزة إيمي العالمية عام 2004 لتأثيراته البصرية البارزة.

## وصلات خارجية
- بناء الهرم الأكبر على موقع IMDb (الإنجليزية)
- بناء الهرم الأكبر على موقع قاعدة بيانات الفيلم (الإنجليزية)
- بناء الهرم الأكبر على موقع ليتربوكسد (الإنجليزية)
- بناء الهرم الأكبر على موقع كينوبويسك (الروسية)
- بناء الهرم الأكبر على موقع قاعدة بيانات الفيلم (الإنجليزية)

- صفحة الفيلم على imdb